# C17H17N3O
化学式C17H17N3O（摩尔质量：279.34 g/mol）可以指：
- H-151，CAS号：941987-60-6
- 雷莫司琼，CAS号：132036-88-5 ，盐酸盐CAS号：132907-72-3

|  | 这个同类索引页列出了具有相同分子式的化学物（即同分異構體）条目。 除非您是有意链接至本页，否则应将相应条目的内部链接指向正确的条目。 |